# Le Ciel sur la tête
Pour les articles homonymes, voir Le Ciel sur la tête (homonymie).
Pour plus de détails, voir Fiche technique et Distribution.
Le Ciel sur la tête est un film franco-italien de science-fiction réalisé par Yves Ciampi, sorti en 1965 et inspiré du roman d'André Jubelin Le Ciel sur la tête ou le Spectre de Pleumeur-Bodou. Il a été commandé par la Marine française.

## Synopsis
Après trois mois de mission au large de l'Afrique, le porte-avions Clemenceau rentre vers l'arsenal de Brest. Soudain, il reçoit l'ordre de faire demi-tour et de prendre les dispositions d'alerte. Nul ne sait exactement de quoi il s'agit. Il est vaguement question d'une nouvelle tension Est-Ouest. Le lieutenant de vaisseau Gaillac et ses pilotes d'Étendard IV rallient le porte-avions qu'ils avaient quitté quelques heures plus tôt, mais Majo, la tête brûlée du groupe, invoque un problème personnel et manque le départ. 
Pendant ce temps, à bord, l'alerte maximale est déclenchée avec avionnage des armements nucléaires. La tension et l'énervement montent jusqu'à ce que Ravesne, le commandant du bâtiment, apprenne enfin par son ami Bricourt de quoi il est question : un satellite de nationalité et de technologie inconnues est brutalement apparu dans le ciel et affole les états-majors de toutes les grandes nations.
C'est le début de 48 heures d'angoisse et de suspense pendant lesquelles les États-Unis et l'Union Soviétique vont tenter de détruire l'engin qui stationne au-dessus du porte-avions.

## Fiche technique
- Titre : Le Ciel sur la tête
- Titre italien : Allarme dal cielo
- Réalisateur : Yves Ciampi
- Assistant réalisateur : Jean Chapot et Pierre Grunstein
- Scénario : Yves Ciampi, Alain Fatou et Jean Chapot
- Dialogues : Maurice Aubergé
- Photographie : Edmond Séchan et Guy Tabary
- Montage : Georges Alépée
- Musique : Jacques Loussier
- Son : Pierre Calvet
- Sociétés de production : Gaumont International (France) Galatea Film (Italie)
- Société de distribution : Gaumont
- Pays d'origine :  France |  Italie
- Format : Couleur (Eastmancolor) — 35 mm — 2,35:1 — Son : Mono
- Genre : Film de science-fiction
- Durée : 107 minutes
- Dates de sortie :
  -  France : 20 janvier 1965

## Distribution
- Marcel Bozzuffi : le lieutenant de vaisseau Montfort
- Yves Brainville : le capitaine de vaisseau Bricourt, de l'État-major
- Jacques Monod : le capitaine de vaisseau Ravesne, pacha du Clemenceau
- Violette Marceau : Monique Montfort
- André Smagghe : le lieutenant de vaisseau Gaillac, commandant la Flottille 13F
- Guy Tréjan : le ministre de la défense
- Henri Piégay : l'enseigne de vaisseau Majo
- Béatrice Cenci : l'amie de Majo
- Jean Dasté : M. Bazin
- Yvonne Monlaur : Françoise
- Roger Van Mullem : l'amiral
- Wladimir Bellin : le commandant du sous-marin
- Jacques Santi : lieutenant de vaisseau Jolivet, commandant la flottille d'Alizés
- Bernard Fresson : Laurent, le pilote de l'hélicoptère Pedro
- Guy-Henry
- Christian Le Guillochet : l'enseigne de vaisseau Mansard
- Pierre Collet

## Tournage
Yves Ciampi a délibérément choisi de n'y faire figurer que des acteurs peu connus, à l'époque, pour la crédibilité du scénario. Outre les vedettes confirmées Jacques Monod et Guy Tréjan, on y retrouve, entre autres, Marcel Bozzuffi, Bernard Fresson, Jacques Santi et Henri Piégay, tous inconnus ou presque à l'époque du tournage.
Le tournage a lieu à bord du porte-avions Clemenceau en 1964. 1er juillet : Début du tournage à quai puis du 29 juillet au 9 août, poursuite du tournage du film en mer au large des côtes de Provence, avec un groupe aérien composé d'Alizé et d'Étendard.
La bombe nucléaire est simulée par un bidon de ravitaillement. Le Clemenceau n'a disposé, dans la réalité, d'une capacité d'emport d'armes nucléaires qu'à partir de 1978.
Un sous-marin français, le Galatée (S646) (sous-marin de la classe Daphné) a participé au tournage. Il figure un sous-marin soviétique baptisé Kocmoc (Cosmos).

## Accueil
Il est projeté au Festival international du film de Moscou 1965.
Le Ciel sur la tête a inspiré le film américain Nimitz, retour vers l'enfer (1980).[réf. nécessaire]

## Musique
L'auteur de la musique, Jacques Loussier, a passé plusieurs jours à bord pour s'imprégner de l'ambiance sonore d'un porte-avions.